# NASCAR Winston Cup 2001
De NASCAR Winston Cup 2001 was het 53e seizoen van het belangrijkste NASCAR kampioenschap dat in de Verenigde Staten gehouden wordt. Het seizoen startte op 18 februari met de Daytona 500, voorafgegaan door de exhibitiewedstrijd Budweiser Shootout en de Daytona kwalificatieraces Gatorade Duels en eindigde op 23 november met de New Hampshire 300. Hendrick Motorsports-coureur Jeff Gordon won zijn vierde titel in de Winston Cup. De trofee rookie of the year werd gewonnen door Kevin Harvick.
Het seizoen begon op dramatische wijze toen zevenvoudig Winston Cup kampioen Dale Earnhardt om het leven kwam na een ongeval tijdens de Daytona 500.

## Races
Top drie resultaten, exhibitie- en kwalificatiewedstrijden staan niet vermeld.
| '  | Datum  | Race                                 | Circuit                         | Winnaar            | Tweede             | Derde              |
| 1  | 18-feb | Daytona 500                          | Daytona International Speedway  | Michael Waltrip    | Dale Earnhardt jr. | Rusty Wallace      |
| 2  | 25-feb | KMart/Dura Lube 400                  | North Carolina Speedway         | Steve Park         | Bobby Labonte      | Jeff Gordon        |
| 3  | 4-mrt  | UAW-DaimlerChrysler 400              | Las Vegas Motor Speedway        | Jeff Gordon        | Dale Jarrett       | Sterling Marlin    |
| 4  | 11-mrt | Cracker Barrel Old Country Store 500 | Atlanta Motor Speedway          | Kevin Harvick      | Jeff Gordon        | Jerry Nadeau       |
| 5  | 18-mrt | Carolina Dodge Dealers 400           | Darlington Raceway              | Dale Jarrett       | Steve Park         | Jeremy Mayfield    |
| 6  | 25-mrt | Food City 500                        | Bristol Motor Speedway          | Elliott Sadler     | John Andretti      | Jeremy Mayfield    |
| 7  | 1-apr  | Harrah's 500                         | Texas Motor Speedway            | Dale Jarrett       | Steve Park         | Johnny Benson      |
| 8  | 8-apr  | Virginia 500                         | Martinsville Speedway           | Dale Jarrett       | Ricky Rudd         | Jeff Burton        |
| 9  | 22-apr | Talladega 500                        | Talladega Superspeedway         | Bobby Hamilton     | Tony Stewart       | Kurt Busch         |
| 10 | 29-apr | NAPA Auto Parts 500                  | California Speedway             | Rusty Wallace      | Jeff Gordon        | Dale Earnhardt jr. |
| 11 | 5-mei  | Pontiac Excitement 400               | Richmond International Raceway  | Tony Stewart       | Jeff Gordon        | Rusty Wallace      |
| 12 | 27-mei | Coca-Cola 600                        | Charlotte Motor Speedway        | Jeff Burton        | Kevin Harvick      | Tony Stewart       |
| 13 | 3-jun  | MBNA Platinum 400                    | Dover International Speedway    | Jeff Gordon        | Steve Park         | Dale Earnhardt jr. |
| 14 | 10-jun | Kmart 400                            | Michigan International Speedway | Jeff Gordon        | Ricky Rudd         | Sterling Marlin    |
| 15 | 17-jun | Pocono 500                           | Pocono Raceway                  | Ricky Rudd         | Jeff Gordon        | Dale Jarrett       |
| 16 | 24-jun | Dodge/Save Mart 350                  | Infineon Raceway                | Tony Stewart       | Robby Gordon       | Jeff Gordon        |
| 17 | 7-jul  | Pepsi 400                            | Daytona International Speedway  | Dale Earnhardt jr. | Michael Waltrip    | Elliott Sadler     |
| 18 | 15-jul | Tropicana 400                        | Chicagoland Speedway            | Kevin Harvick      | Robert Pressley    | Ricky Rudd         |
| 19 | 22-jul | New England 300                      | New Hampshire Motor Speedway    | Dale Jarrett       | Jeff Gordon        | Ricky Rudd         |
| 20 | 29-jul | Pennsylvania 500                     | Pocono Raceway                  | Bobby Labonte      | Dale Earnhardt jr. | Tony Stewart       |
| 21 | 5-aug  | Brickyard 400                        | Indianapolis Motor Speedway     | Jeff Gordon        | Sterling Marlin    | Johnny Benson      |
| 22 | 12-aug | Global Crossing at the Glen          | Watkins Glen International      | Jeff Gordon        | Jeff Burton        | Jeremy Mayfield    |
| 23 | 19-aug | Pepsi 400                            | Michigan International Speedway | Sterling Marlin    | Ricky Craven       | Bill Elliott       |
| 24 | 25-aug | Sharpie 500                          | Bristol Motor Speedway          | Tony Stewart       | Kevin Harvick      | Jeff Gordon        |
| 25 | 2-sep  | Mountain Dew Southern 500            | Darlington Raceway              | Ward Burton        | Jeff Gordon        | Bobby Labonte      |
| 26 | 9-sep  | Chevrolet Monte Carlo 400            | Richmond International Raceway  | Ricky Rudd         | Kevin Harvick      | Dale Earnhardt jr. |
| 27 | 23-sep | MBNA Cal Ripken, Jr. 400             | Dover International Speedway    | Dale Earnhardt jr. | Jerry Nadeau       | Ricky Rudd         |
| 28 | 30-sep | Protection One 400                   | Kansas Speedway                 | Jeff Gordon        | Ryan Newman        | Ricky Rudd         |
| 29 | 7-okt  | UAW-GM Quality 500                   | Charlotte Motor Speedway        | Sterling Marlin    | Tony Stewart       | Ward Burton        |
| 30 | 15-okt | Old Dominion 500                     | Martinsville Speedway           | Ricky Craven       | Dale Jarrett       | Ward Burton        |
| 31 | 21-okt | EA Sports 500                        | Talladega Superspeedway         | Dale Earnhardt jr. | Tony Stewart       | Jeff Burton        |
| 32 | 28-okt | Checker Auto Parts 500               | Phoenix International Raceway   | Jeff Burton        | Mike Wallace       | Ricky Rudd         |
| 33 | 4-nov  | Pop Secret Microwave Popcorn 400     | North Carolina Speedway         | Joe Nemechek       | Kenny Wallace      | Johnny Benson      |
| 34 | 11-nov | Pennzoil Freedom 400                 | Homestead-Miami Speedway        | Bill Elliott       | Michael Waltrip    | Casey Atwood       |
| 35 | 18-nov | NAPA 500                             | Atlanta Motor Speedway          | Bobby Labonte      | Sterling Marlin    | Kevin Harvick      |
| 36 | 23-nov | New Hampshire 300                    | New Hampshire Motor Speedway    | Robby Gordon       | Sterling Marlin    | Bobby Labonte      |

## Eindstand - Top 10
| 1  | Jeff Gordon        | 5112 |
| 2  | Tony Stewart       | 4763 |
| 3  | Sterling Marlin    | 4741 |
| 4  | Ricky Rudd         | 4706 |
| 5  | Dale Jarrett       | 4612 |
| 6  | Bobby Labonte      | 4561 |
| 7  | Rusty Wallace      | 4481 |
| 8  | Dale Earnhardt jr. | 4460 |
| 9  | Kevin Harvick      | 4406 |
| 10 | Jeff Burton        | 4394 |